# وانادزور
وانادزور (ارمنی: Վանաձոր) سومین شهر پرجمعیت کشور ارمنستان و مرکز استان لوری در بخش شمالی کشور است. آن حدود ۱۲۸ کیلومتر (۸۰ مایل) شمال پایتخت ایروان واقع شده‌است. بر سرشماری سال ۲۰۱۱ بالغ بر ۸۶٬۱۹۹ نفر جمعیت دارد
وانادزور در شمال ارمنستان قرار گرفته‌است. این شهر یکی از خوش‌منظره‌ترین شهرهای ارمنستان است. خانه‌ها و کلبه‌های تابستانی آن (داچاها) معروفند.

## نامگذاری
نام قدیمی آن قره‌کلیسا بود. این شهر پس از قره‌کلیسا نام کیروواکان بخود گرفت و بعداً وانادزور.
- قره‌کلیسا (-۱۹۳۵)
کیروواکان (۱۹۳۵–۱۹۹۳)
- تاریخ شهر شدن۱۹۲۴

## جغرافیا و آب و هوا
| داده‌های اقلیم وانادزور  | داده‌های اقلیم وانادزور | داده‌های اقلیم وانادزور | داده‌های اقلیم وانادزور | داده‌های اقلیم وانادزور | داده‌های اقلیم وانادزور | داده‌های اقلیم وانادزور | داده‌های اقلیم وانادزور | داده‌های اقلیم وانادزور | داده‌های اقلیم وانادزور | داده‌های اقلیم وانادزور | داده‌های اقلیم وانادزور | داده‌های اقلیم وانادزور | داده‌های اقلیم وانادزور |
| ماه                     | ژانویه                 | فوریه                  | مارس                   | آوریل                  | مه                     | ژوئن                   | ژوئیه                  | اوت                    | سپتامبر                | اکتبر                  | نوامبر                 | دسامبر                 | سال                    |
| ----------------------- | ---------------------- | ---------------------- | ---------------------- | ---------------------- | ---------------------- | ---------------------- | ---------------------- | ---------------------- | ---------------------- | ---------------------- | ---------------------- | ---------------------- | ---------------------- |
| میانگین بیش‌ترین °C (°F) | ۱ (۳۴٫۲)               | ۲ (۳۶٫۱)               | ۷ (۴۴٫۴)               | ۱۳ (۵۵٫۹)              | ۱۹ (۶۵٫۵)              | ۲۳ (۷۲٫۷)              | ۲۶ (۷۸٫۳)              | ۲۶ (۷۸٫۱)              | ۲۲ (۷۱٫۶)              | ۱۶ (۶۱٫۳)              | ۹ (۴۸٫۴)               | ۳ (۳۷٫۹)               | ۱۳٫۹ (۵۷٫۰۳)           |
| میانگین کم‌ترین °C (°F)  | −۸ (۱۶٫۷)              | −۸ (۱۸٫۳)              | −۳ (۲۶٫۱)              | ۲ (۳۴٫۹)               | ۶ (۴۳٫۳)               | ۱۰ (۴۹٫۱)              | ۱۲ (۵۴٫۱)              | ۱۲ (۵۴٫۰)              | ۸ (۴۶٫۰)               | ۳ (۳۷٫۹)               | −۱ (۲۹٫۸)              | −۵ (۲۲٫۱)              | ۲٫۳ (۳۶٫۰۳)            |
| بارندگی میلی‌متر (اینچ)  | ۲۰ (۰٫۷۹)              | ۳۰ (۱٫۰۲)              | ۴۰ (۱٫۴۲)              | ۶۰ (۲٫۲۴)              | ۹۰ (۳٫۷۰)              | ۸۰ (۳٫۲۷)              | ۵۰ (۲٫۰۱)              | ۴۰ (۱٫۶۵)              | ۳۰ (۱٫۳۰)              | ۴۰ (۱٫۶۰)              | ۳۰ (۱٫۲۶)              | ۲۰ (۰٫۷۵)              | ۵۳۰ (۲۱٫۰۱)            |
| [ نیازمند منبع ]        |                        |                        |                        |                        |                        |                        |                        |                        |                        |                        |                        |                        |                        |

### Sites of interests
- Mashtots Hill Archaeological Site: home to many remains from the 4th millennium BC.
- Lori-Pambak Archaeological Museum.
- House-museum of Stepan Zoryan.
- Vanadzor Fine Art Museum, افتتاح در سال ۱۹۷۴.
- Vanadzor Botanical Garden.
- Vanadzor Central Park.
- Armenia Vanadzor Spa and Hotel Complex.

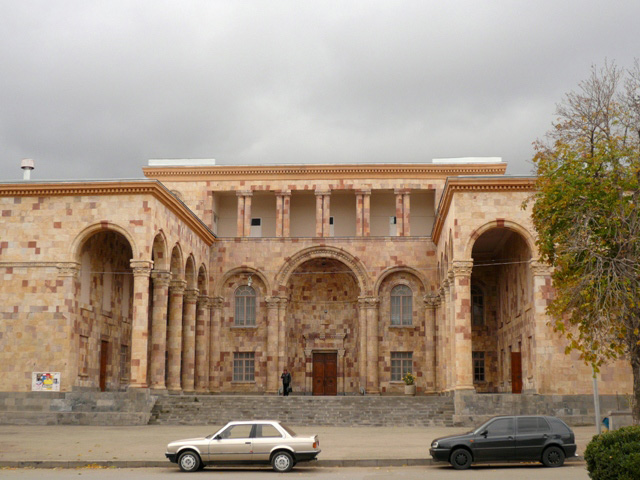
Vanadzor Palace of Culture named after شارل آزناوور

## جمعیت‌شناسی
| سال  | جمعیت   |
| ---- | ------- |
| ۱۸۳۱ | ۴۹۴     |
| ۱۸۷۳ | ۲٬۰۱۷   |
| ۱۸۹۷ | ۳٬۹۱۷   |
| ۱۹۲۶ | ۸٬۶۴۰   |
| ۱۸۳۹ | ۱۷٬۶۰۷  |
| ۱۹۵۹ | ۴۹٬۴۲۳  |
| ۱۹۷۹ | ۱۴۸٬۸۷۶ |
| ۲۰۰۱ | ۱۰۷٬۳۹۴ |
| ۲۰۰۹ | ۱۰۴٬۸۰۰ |

## شهرهای خواهرخوانده
شهرهای خواهرخوانده وانادزور در زیر آورده شده است:
- بنیو، فرانسه، از ۱۹۶۸[۵]
- پاسادینا، ایالات متحده، از ۱۹۹۲
- پودولسک، روسیه، از ۲۰۰۴[۶]
- باتومی، گرجستان، از ۲۰۰۶[۷]
- ویتبسک، بلاروس، از ۲۰۱۲
- تسقالتوبو، گرجستان، از ۲۰۲۲
- کیسلوفودسک، روسیه، از ۲۰۰۵
- ماردو، استونی، از ۲۰۰۷
- کوجاو، چین، از ۲۰۰۱

## مشاهیر بومی
- استپان زوریان، نویسنده برجسته سده بیستم میلادی ارمنستان
- سورن آقابابیان، منتقد ادبی و Doctor of Philology ارمنستان شوروی
- آرتاوازد پلشیان، کارگردان و فیلم‌ساز
- شاوارش کاراپتیان، finswimmer ارمنستان شوروی
- ادوارد نالباندیان، وزیر امور خارجه فعلی ارمنستان
- سرگی آلیفیرنکو، برنده مدال طلا المپیک در رشته تیرانداز تپانچه
- تیگران سارگسیان، نخست‌وزیر سابق ارمنستان
- استپان سارکیسیان، برنده مدال نقره المپیک در رشته کشتی آزاد
- آرمن گیولبوداغیان، بازیکن و مدیر برجسته فوتبال
- گور مخیتاریان، rock-musician و خواننده ارمنستانی
- ویک دارچینیان، بوکسور حرفه‌ای ارمنستانی، three-division world champion
- رومان میتیچیان، هنرهای رزمی ترکیبی حرفه‌ای ارمنستانی-آمریکایی، هنرپیشه و بدلکار
- ناره آرقامانیان، نوازنده پیانو ارمنستانی، برنده Montreal International Musical Competition ۲۰۰۸

## نگارخانه

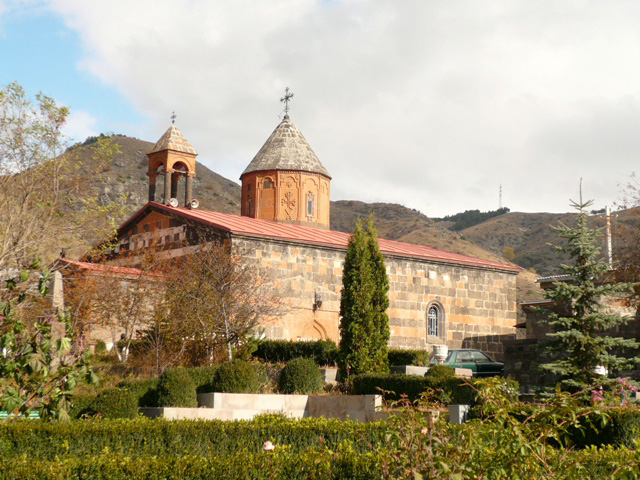
Church of the Holy Mother of God "Karakilisa"
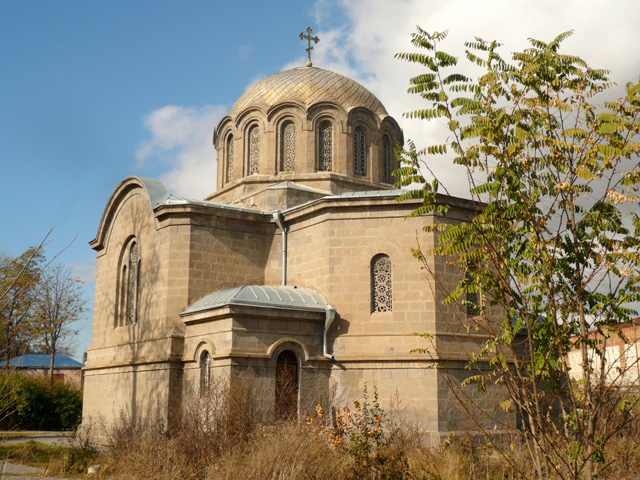
The Russian Orthodox church of the Nativity of Virgin Mary
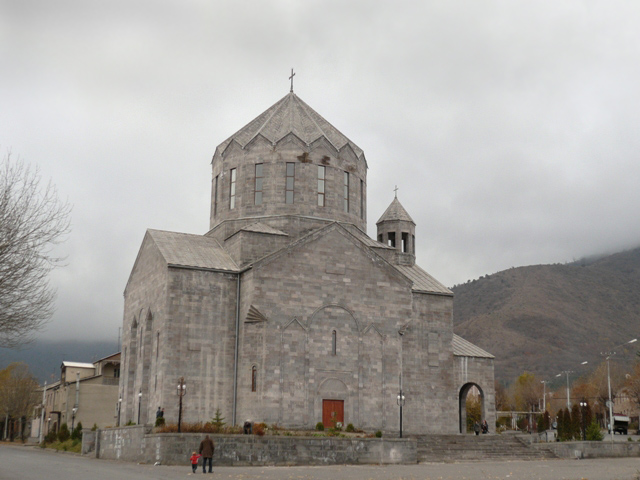
Saint Gregory of Narek Cathedral
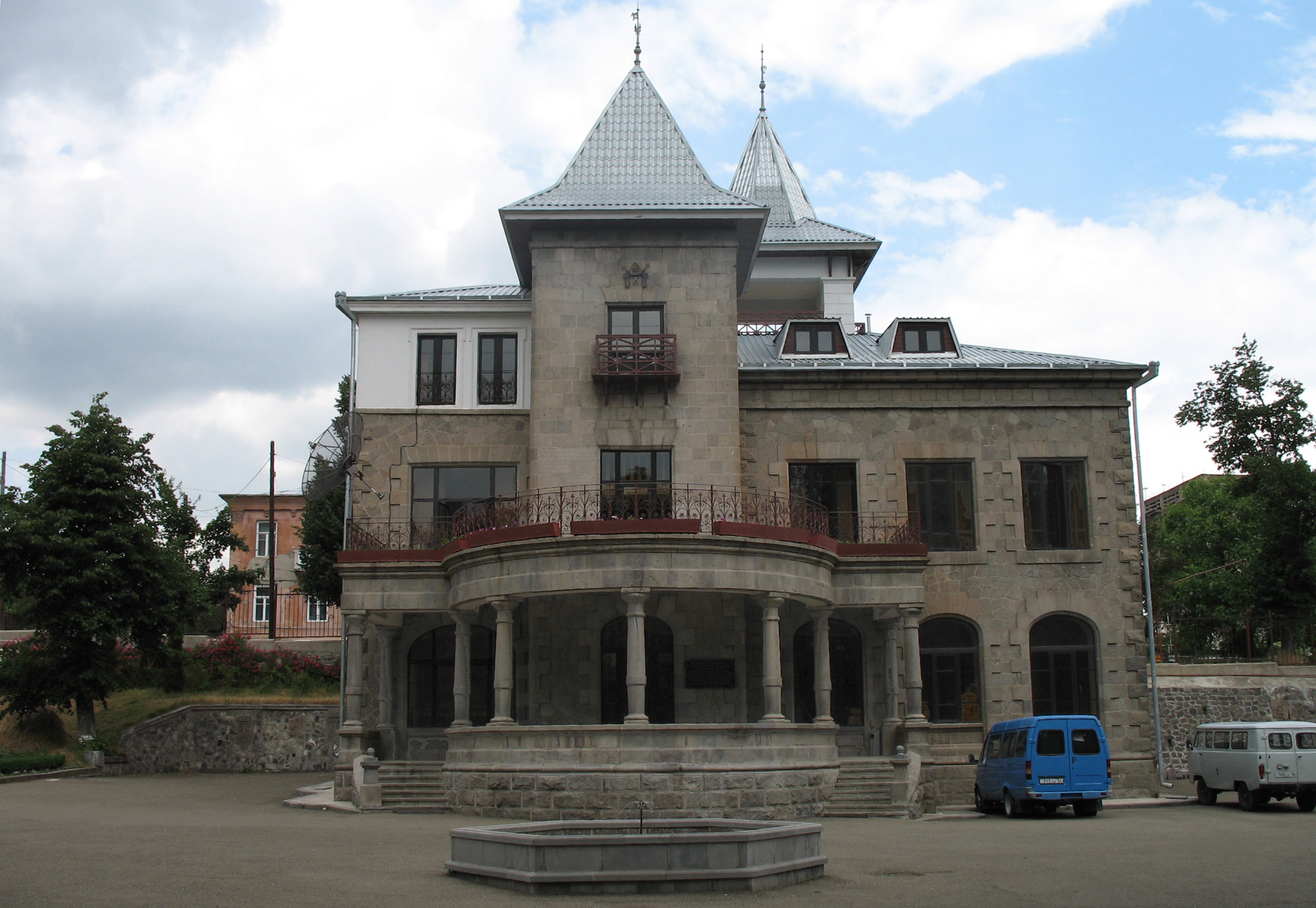
The Prelacy of the Diocese of Gougark
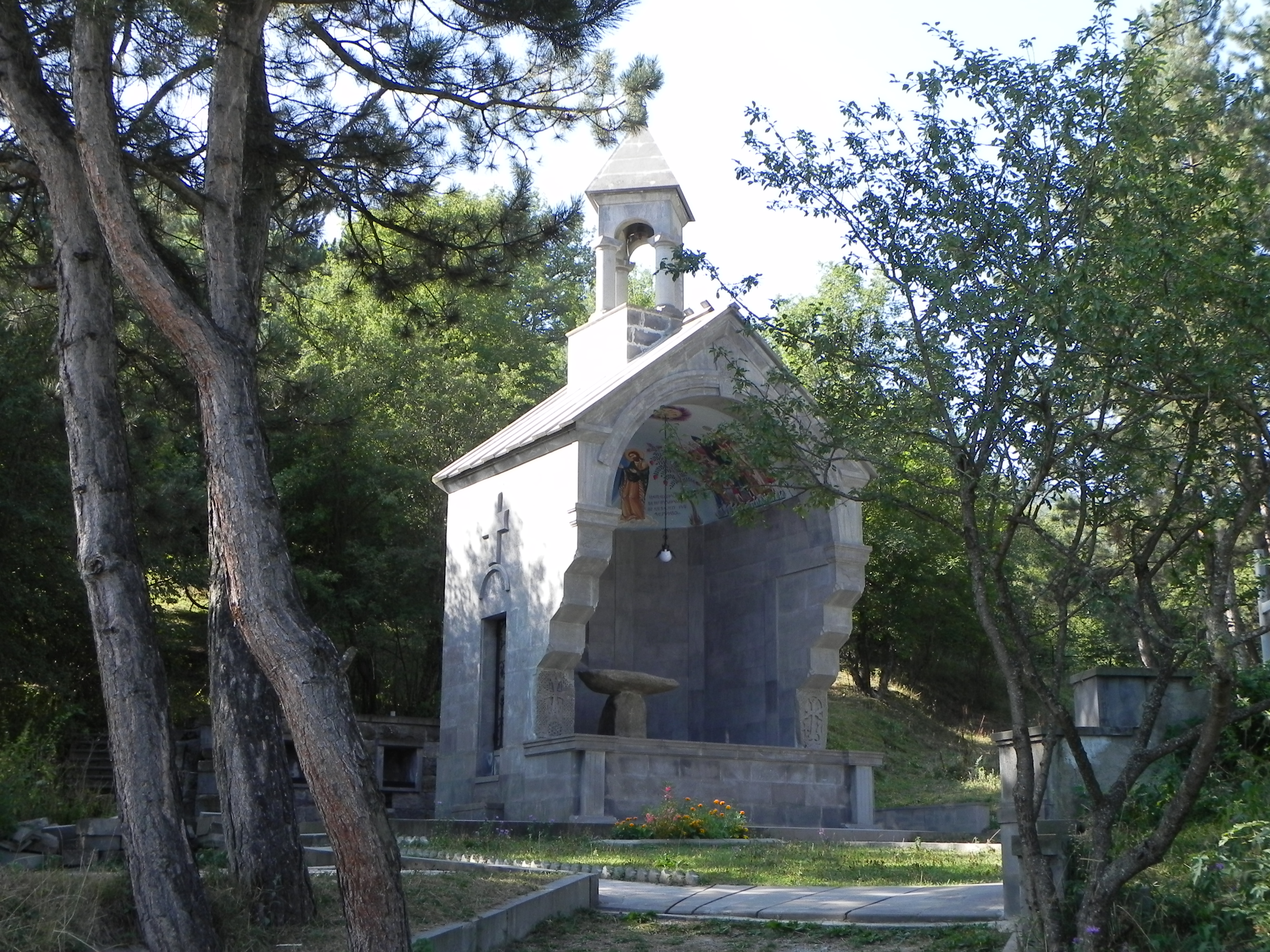
Holy Children chapel
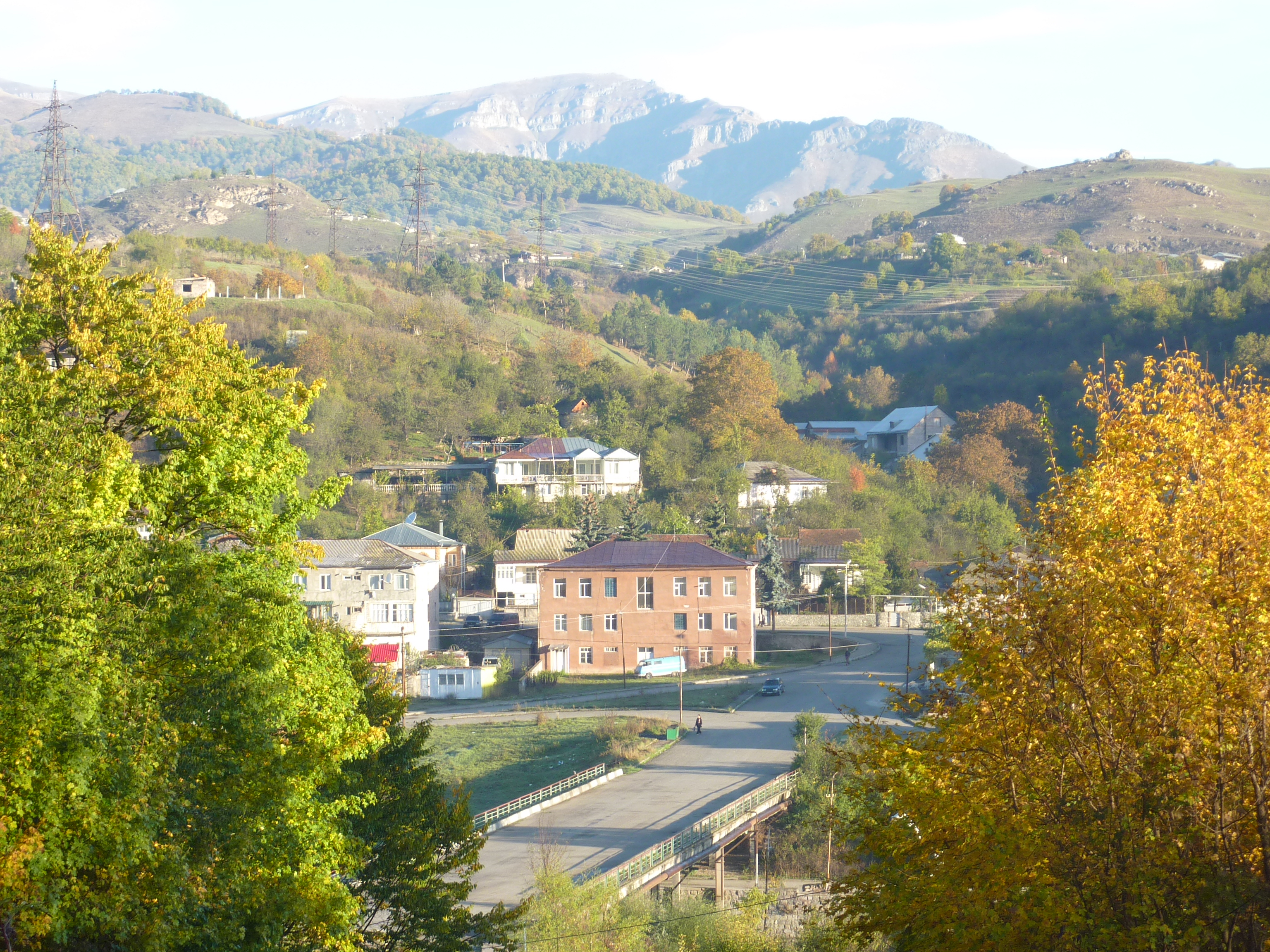
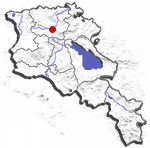
محل وانادزور در ارمنستان
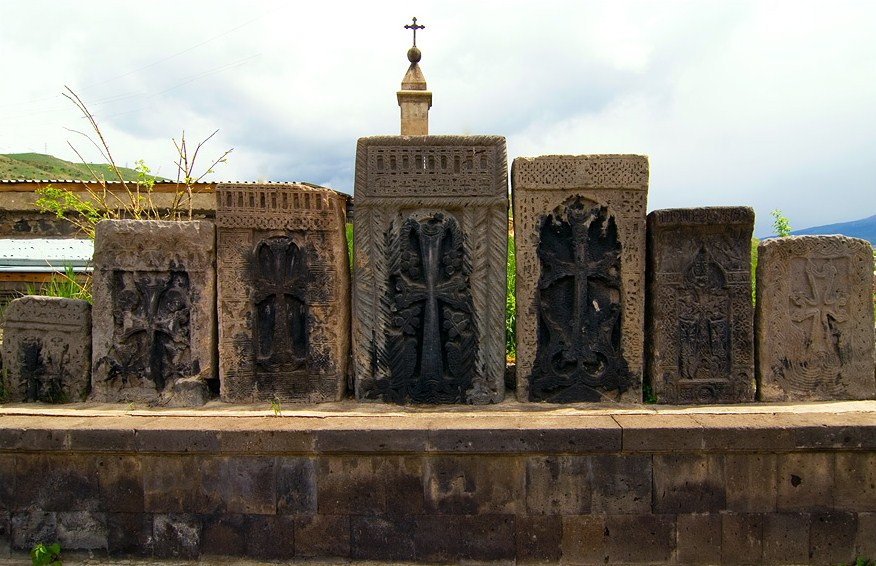
Old چلیپاسنگs in Vanadzor
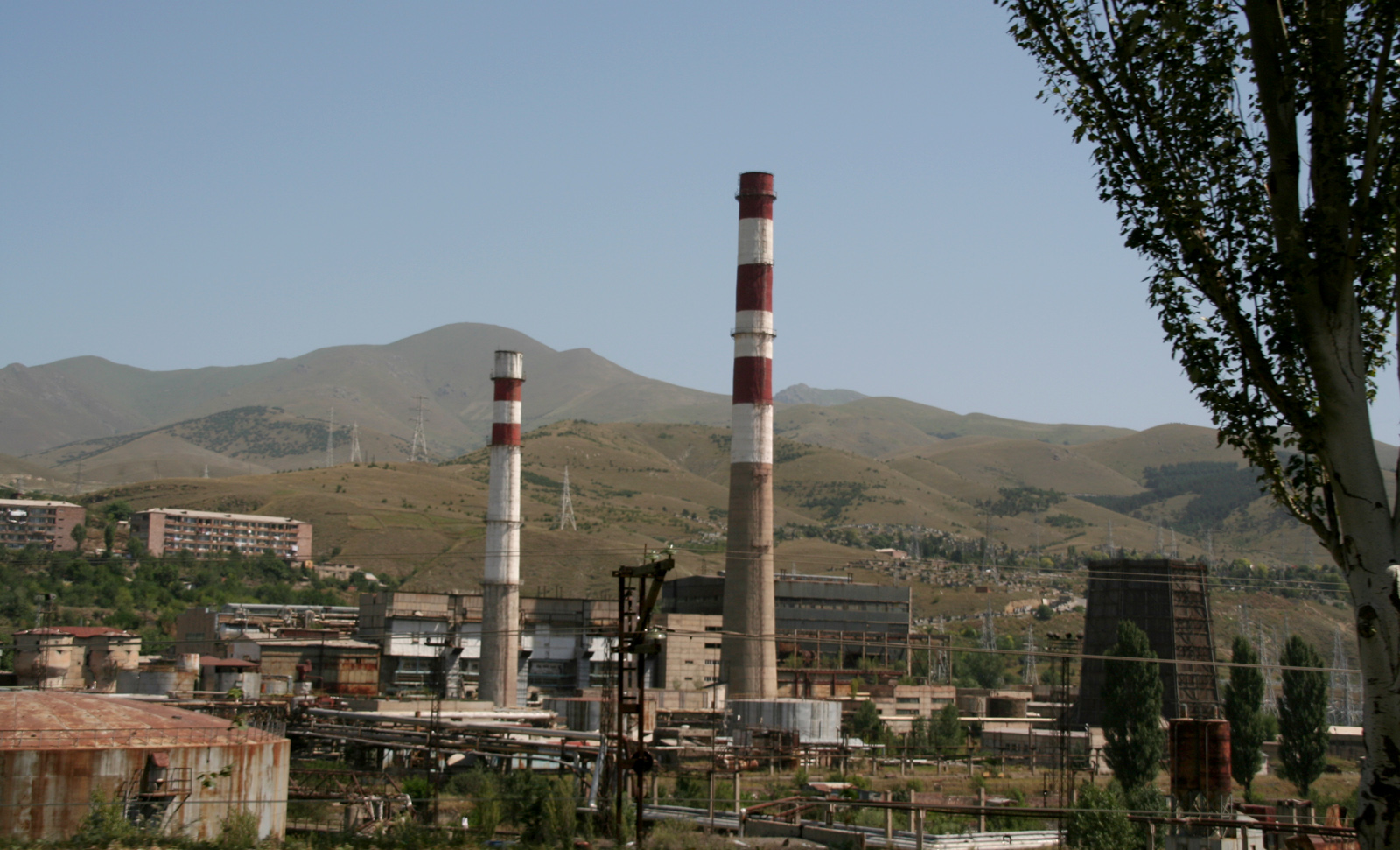
Chemical industry in Vanadzor
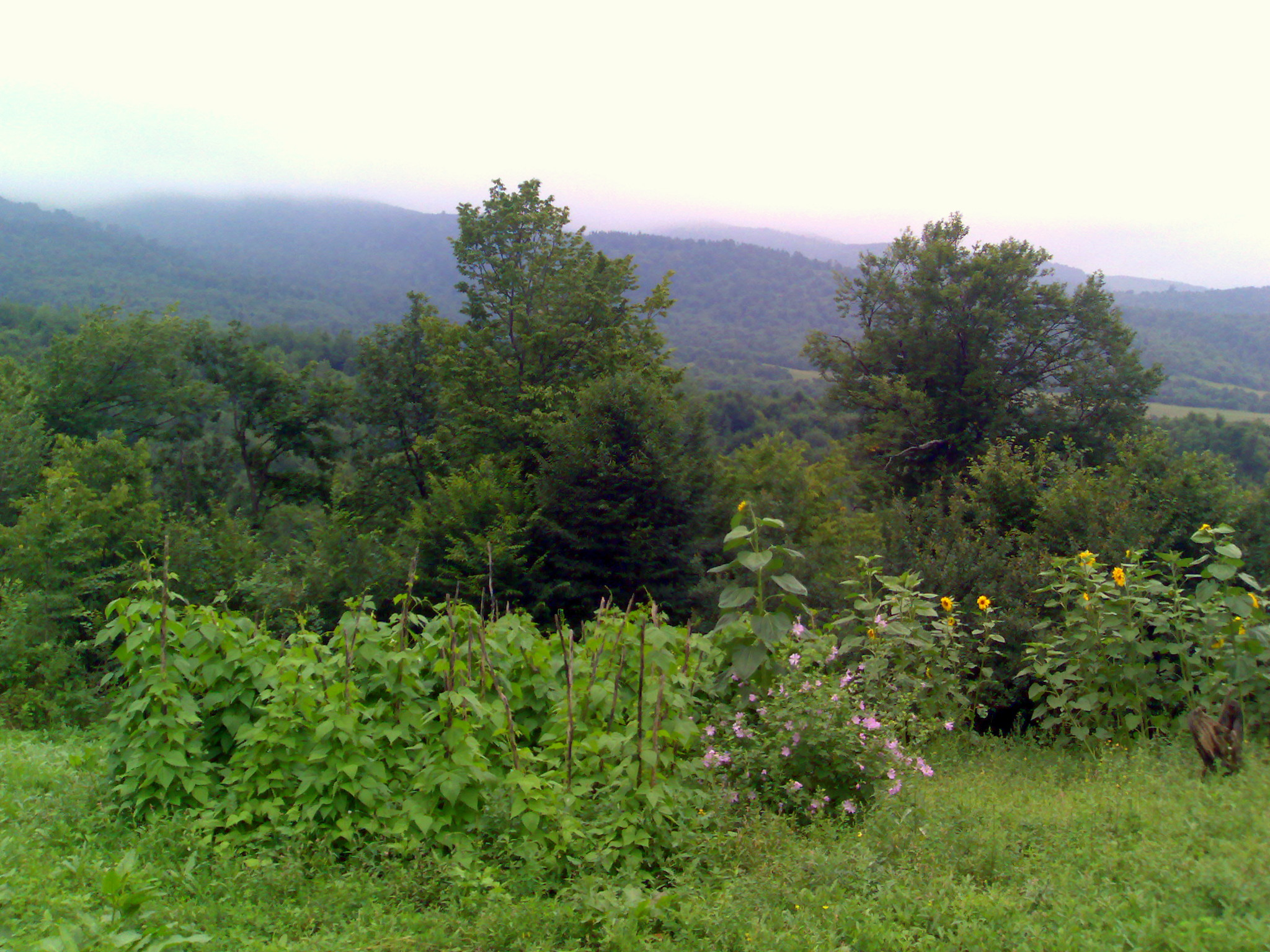
Forests around Vanadzor
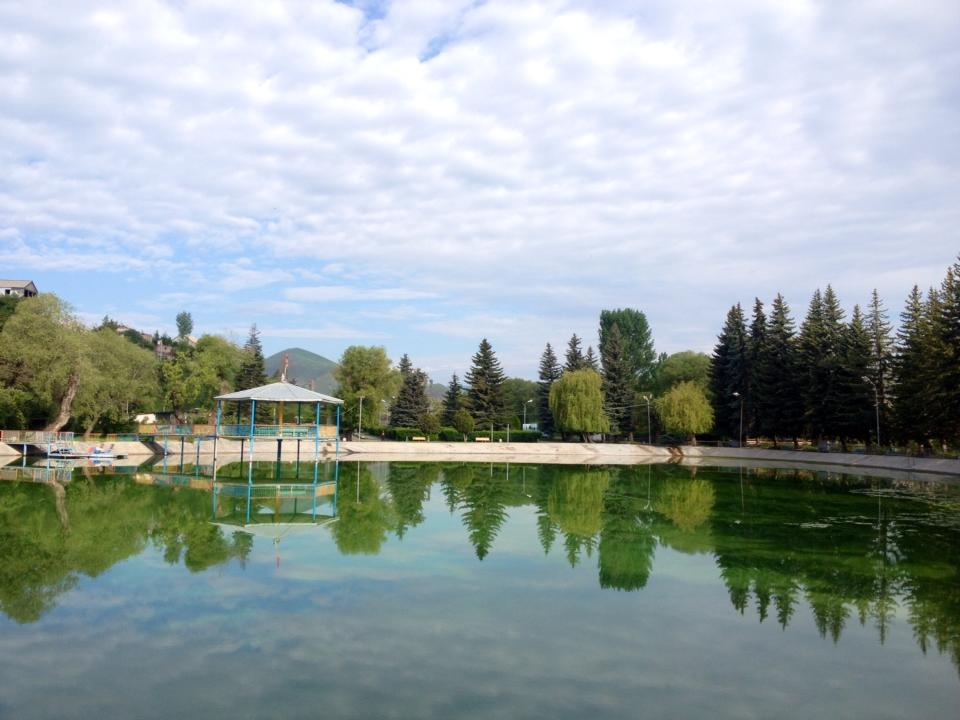
Vanadzor Central park
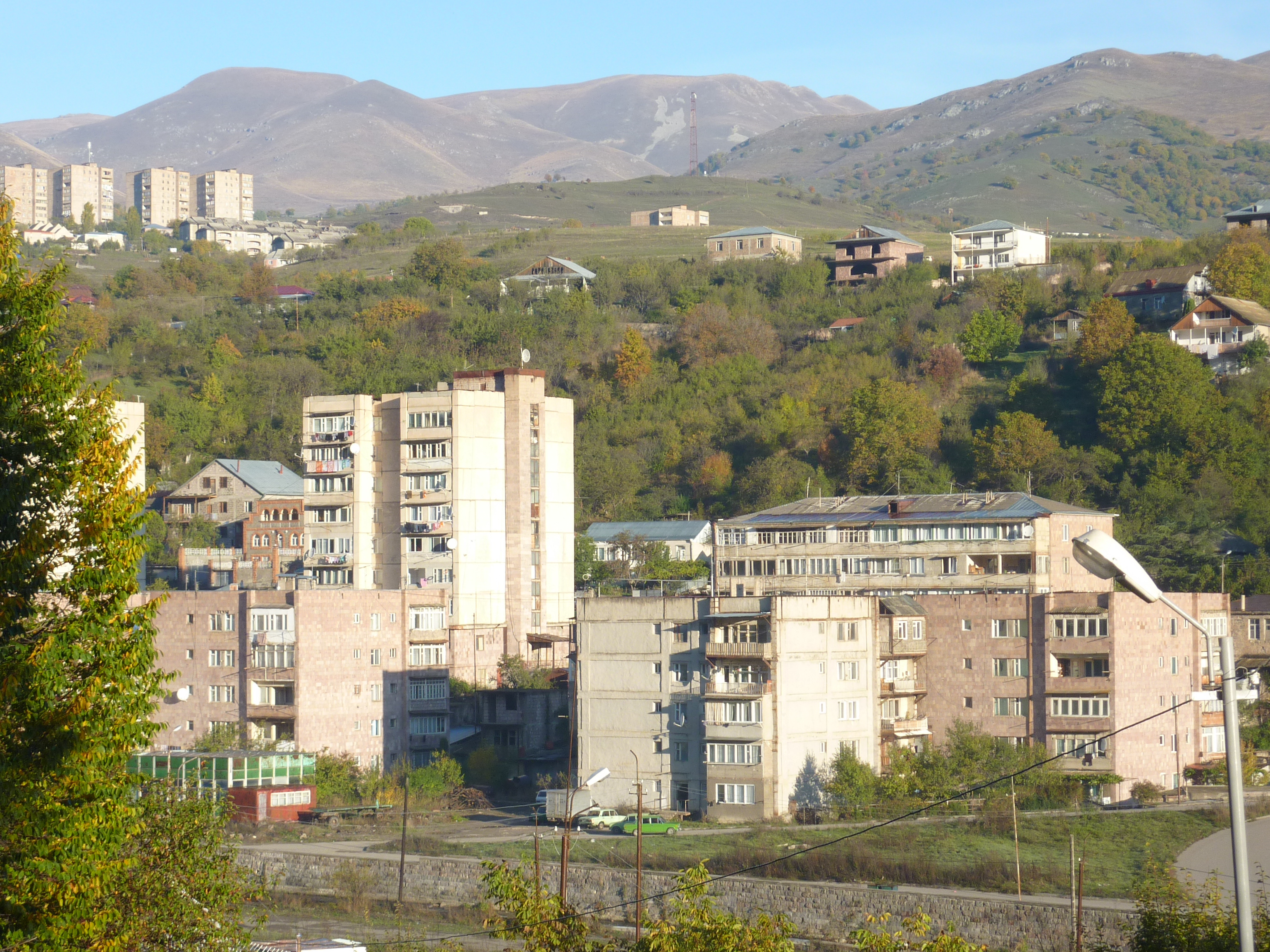
Residential buildings
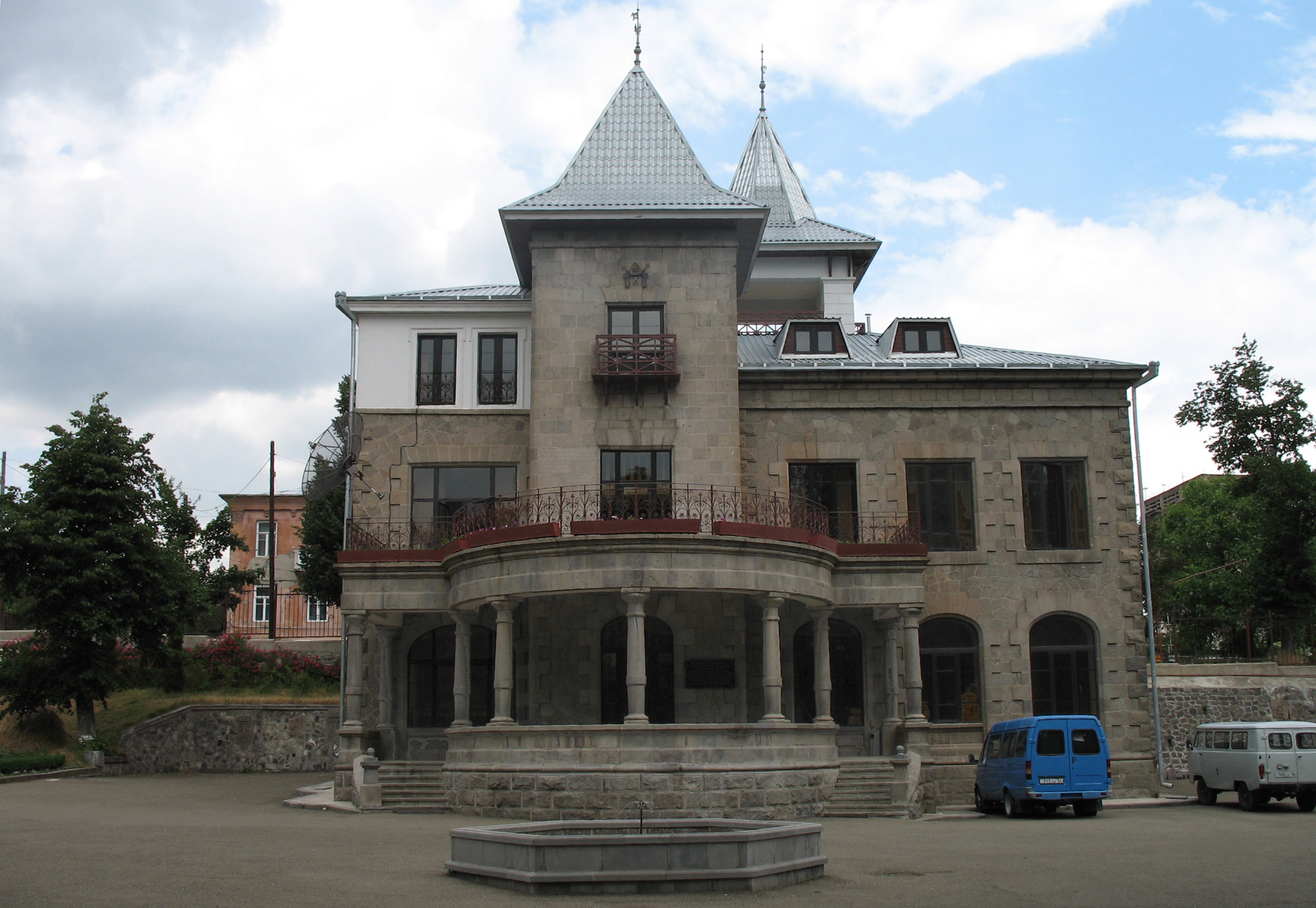
The Prelacy of the Diocese of Gougark
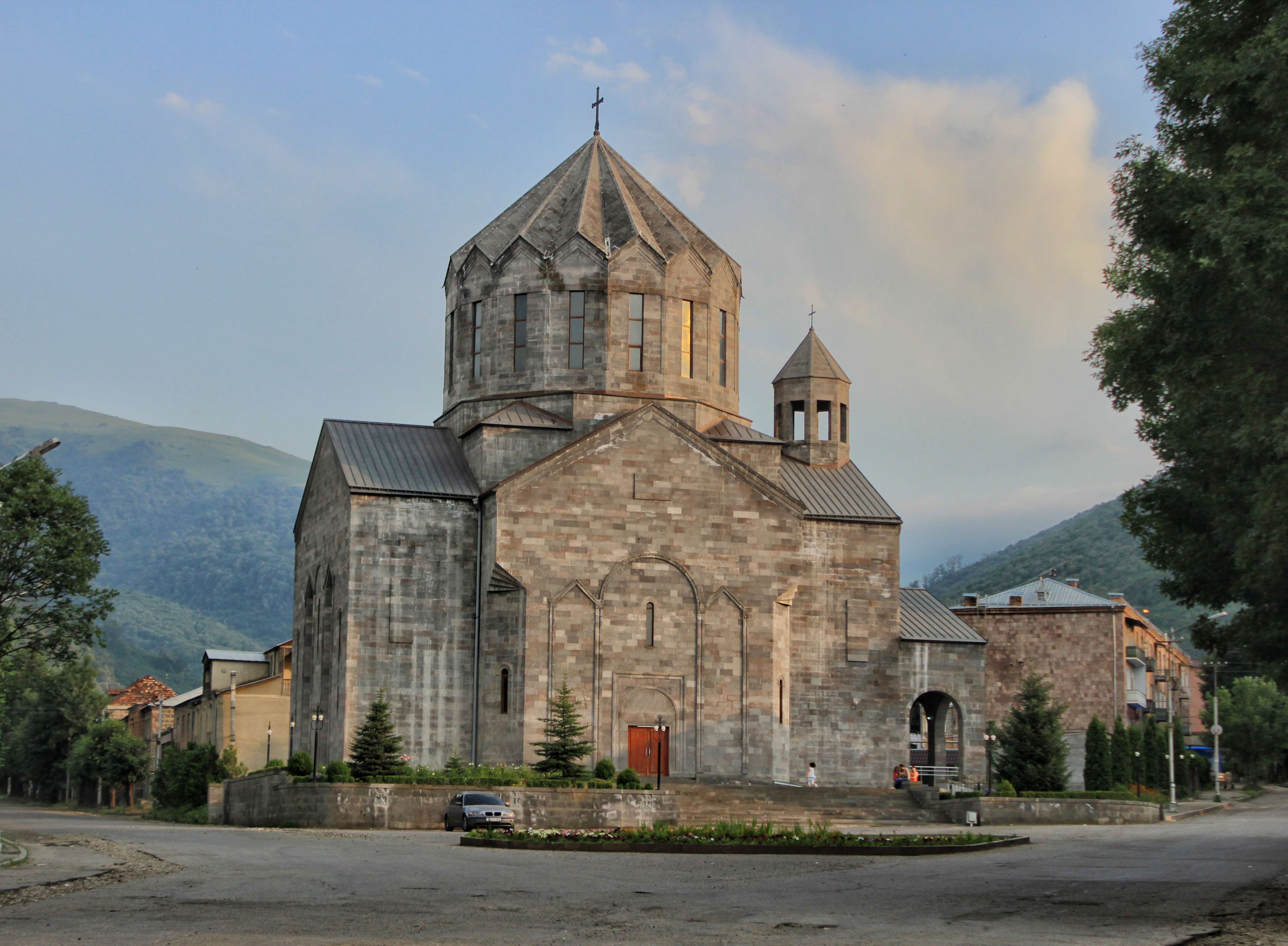
Saint Gregory of Narek Cathedral
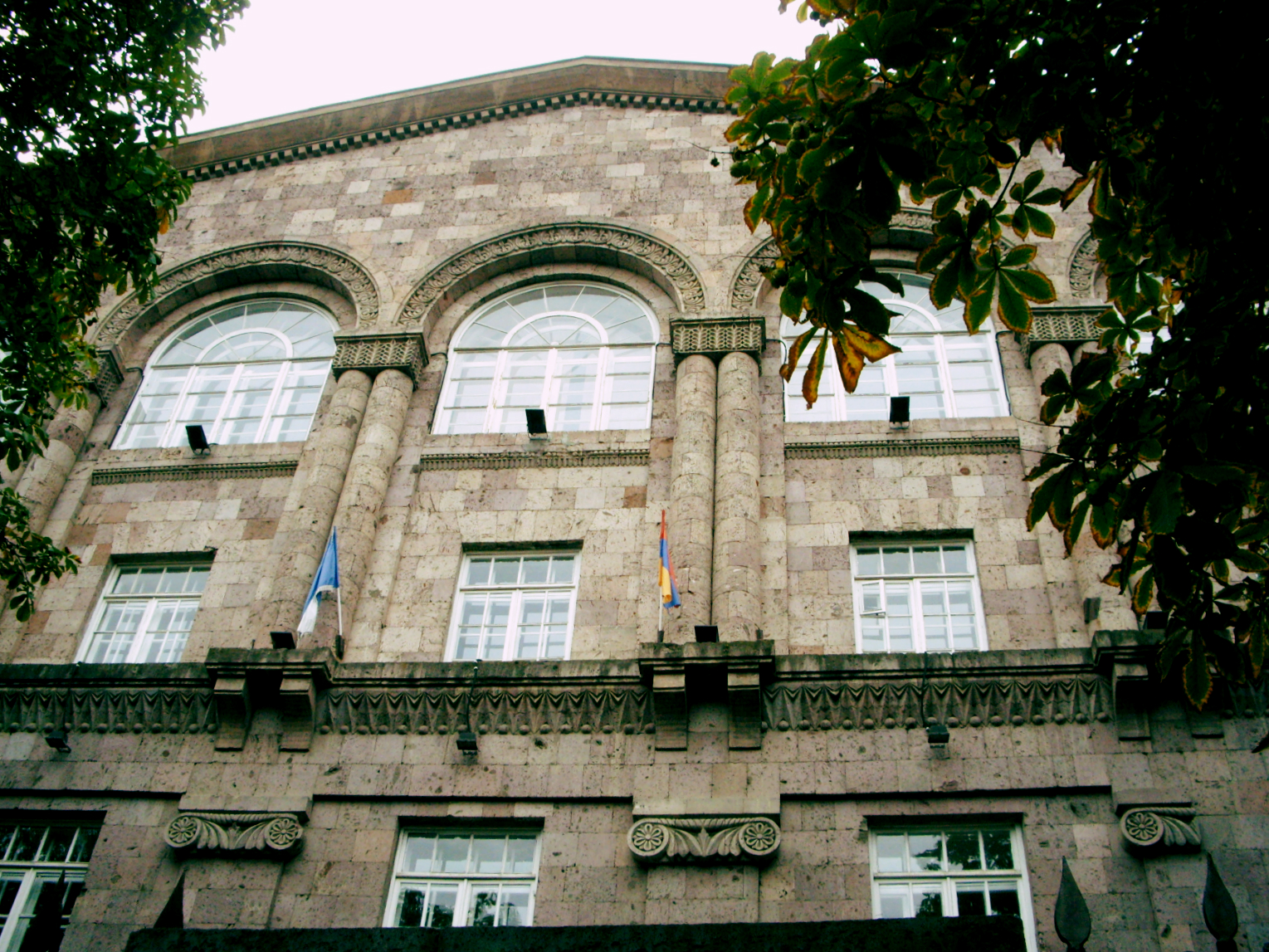
Vanadzor State University
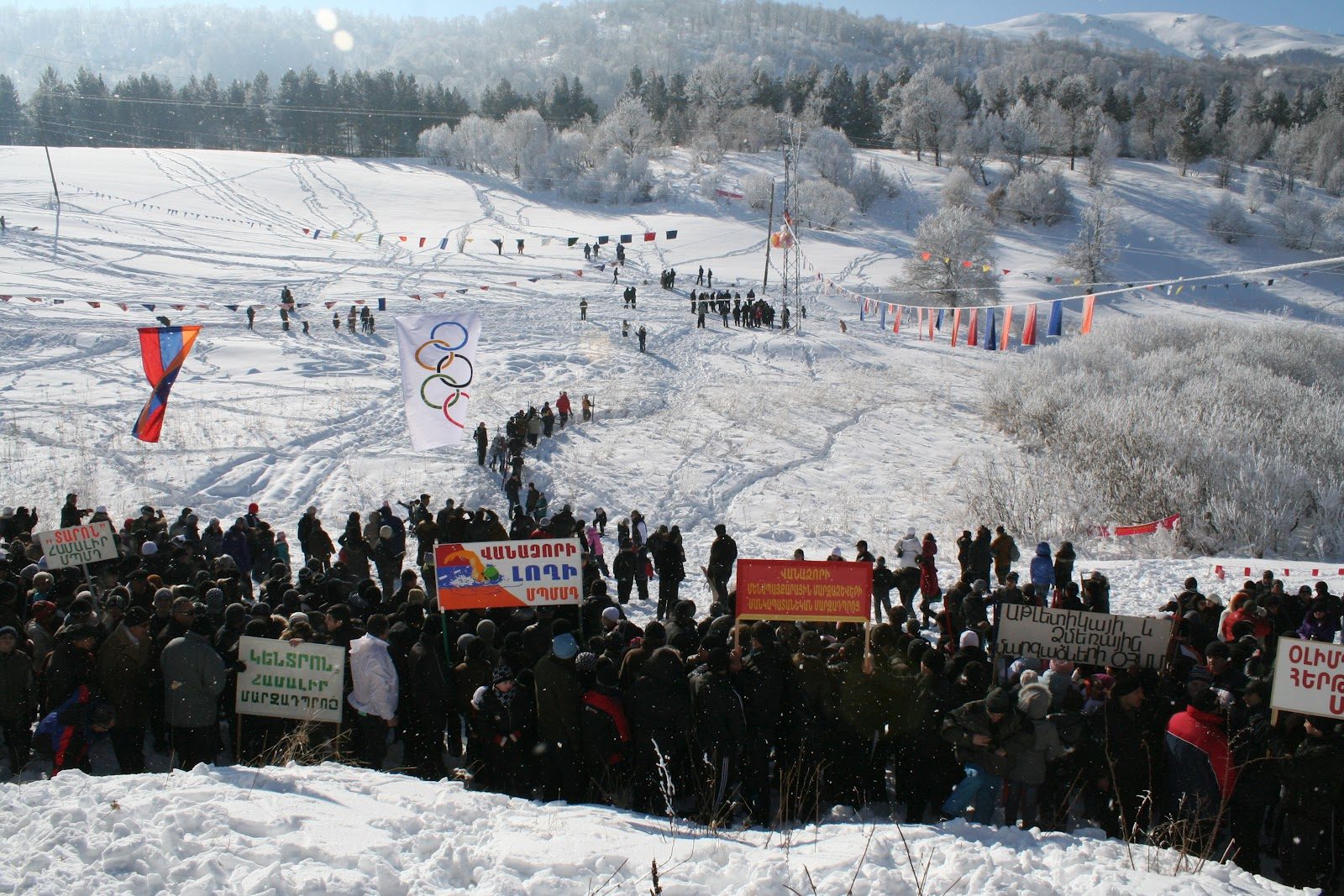
Vanadzor ski resort
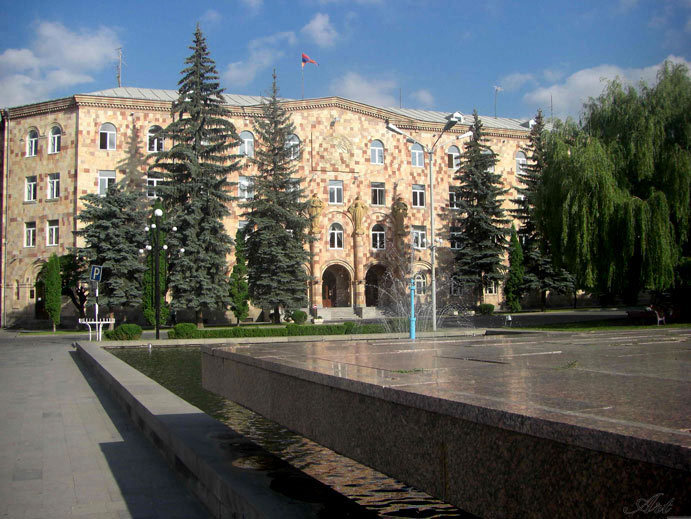
Vanadzor city hall